# Negrești (Vaslui)
Pour les articles homonymes, voir Negrești.
Negrești est une ville roumaine située dans le județ de Vaslui.